# Flávio Dino
Flávio Dino de Castro e Costa GCMD (São Luís, 30 de abril de 1968) é um magistrado, professor, ex-advogado e ex-político brasileiro, atual ministro do Supremo Tribunal Federal (STF). Foi ministro da Justiça e Segurança Pública do Brasil de 2023 a 2024 e exerceu o cargo de senador em fevereiro de 2024, tendo sido eleito pelo estado do Maranhão, do qual foi governador entre 2015 e 2022. É também professor de direito constitucional da Universidade Federal do Maranhão (UFMA) desde 1994.
Formou-se em direito em 1991 pela Universidade Federal do Maranhão (UFMA) e concluiu o mestrado pela Universidade Federal de Pernambuco (UFPE) em 2001. No início da carreira, foi auxiliar judiciário do Tribunal Regional do Trabalho da 16ª Região, de 1989 a 1991, e atuou como advogado de 1991 a 1993. Foi juiz federal da 1ª Região de 1994 até 2006, quando pediu exoneração da magistratura para se candidatar ao cargo de deputado federal pelo Maranhão, filiando-se ao Partido Comunista do Brasil (PCdoB), sendo eleito e exercendo seu mandato de 2007 a 2011. Foi diretor da Escola de Direito de Brasília do Instituto Brasiliense de Direito Público (IDP) e presidente do Instituto Brasileiro de Turismo (Embratur), cargo que ocupou de junho de 2011 até março de 2014, durante o governo Dilma Rousseff.
Em 2014, foi eleito governador do Maranhão no primeiro turno, com 63,52% dos votos válidos, sendo o primeiro governador eleito que não foi apoiado pelo partido do governo e a segunda vez em que um candidato do grupo político liderado por José Sarney não foi eleito. A primeira vez foi em 2006, quando Jackson Lago venceu Roseana Sarney. Flávio Dino também foi o primeiro filiado do PCdoB a governar um estado da federação desde a cisão com o PCB em 1962. Foi reeleito governador em 2018, também no primeiro turno, com 59,29% dos votos válidos. Em 2022, filiado então ao PSB,  foi eleito senador pelo Maranhão. Em dezembro de 2022, foi anunciado como ministro da Justiça no governo Lula, sendo empossado em 1.º de janeiro de 2023.
No dia 27 de novembro de 2023, Dino foi indicado ao cargo de ministro do Supremo Tribunal Federal pelo presidente Lula. Em 13 de dezembro do mesmo ano, a sua indicação foi aprovada pelo Senado Federal por 47 a 31. Dino tomou posse em 22 de fevereiro de 2024.

## Origem
Flávio Dino vem de uma família que ocupa postos de poder desde o período imperial. O seu tetravô, Francisco Manuel Antônio Monteiro Tapajós, foi próspero proprietário de terras na então Província do Grão-Pará, hoje Amazonas. Francisco ajudou o governo provincial a esmagar a Cabanagem (revolta popular de negros, índios e mestiços da Amazônia). Como recompensa, foi proclamado pelo imperador Pedro II como "Herói de Tapajós". Tornou-se deputado provincial em 1874 e ocupou a presidência da Assembleia do Grão-Pará. Dino também é descendente de outro político do Império, Nicolau Castro e Costa (de quem carrega o sobrenome), o qual foi deputado da Assembleia Provincial do Amazonas em 1874.
Dino é filho dos advogados Rita Maria e Sálvio Dino. Seu pai foi vereador de São Luís, deputado estadual e prefeito do município de João Lisboa.  É irmão de Nicolao Dino, subprocurador-geral da República, e de Sálvio Júnior, advogado.
Cursou o ensino médio no Colégio Marista de São Luís, onde deu início à vida política como líder estudantil. Foi aprovado aos 18 anos de idade para o curso de direito na Universidade Federal do Maranhão (UFMA) em 1986, onde exerceu o cargo de coordenador do Diretório Central dos Estudantes (DCE). Em 1989, foi um dos coordenadores da ala juvenil da campanha de Lula à Presidência do Brasil.

## Início da carreira jurídica
Flávio Dino formou-se bacharel em direito pela Universidade Federal do Maranhão (UFMA) em 1990 e se graduou mestre em direito constitucional pela Universidade Federal de Pernambuco em 2001. Atuou no movimento estudantil e assessorou sindicatos de trabalhadores. Tornou-se professor da UFMA em 1994. Lecionou também na Universidade de Brasília (UnB) entre 2002 e 2006.
Antes da graduação, já exercia o cargo de auxiliar judiciário do Tribunal Regional do Trabalho da 16ª Região, no qual ingressou por concurso público em 1989. Após a formatura, atuou como advogado, tendo sido secretário da Comissão de Direitos Humanos da seção maranhense da Ordem dos Advogados do Brasil (OAB) de 1991 a 1993.
No ano de 1994, foi aprovado em primeiro lugar em concurso para o cargo de juiz federal, que ele exerceu no Maranhão por 12 anos. Chegou a integrar o Tribunal Regional Eleitoral do Maranhão como juiz efetivo, de 1995 a 1997, e o Tribunal Regional Federal da 1.ª Região como juiz convocado para a função de desembargador, de 2004 a 2005.
Exerceu também os cargos de secretário executivo do Conselho da Justiça Federal, de juiz auxiliar do Supremo Tribunal Federal junto ao gabinete do ministro Nelson Jobim, e de secretário geral do Conselho Nacional de Justiça (CNJ). De 2000 a 2002, presidiu a Associação Nacional de Juízes Federais (Ajufe).
Pediu exoneração do cargo de juiz federal em 2006, aos 38 anos, para ingressar na vida política, filiando-se ao Partido Comunista do Brasil (PCdoB). Viria a ser o primeiro filiado do Partido a governar uma unidade da federação. 

## Início da carreira política

### Deputado federal
Exerceu o seu primeiro mandato como político no cargo de deputado federal pelo Maranhão, sendo eleito em 2006 pelo PCdoB com mais de 120 mil votos (4,3% do total), tornando-se o quarto candidato mais votado no pleito. Na Câmara Federal, se destacou como um dos redatores do projeto de Reforma Política. Em 2010, Dino foi eleito um dos parlamentares mais influentes do Brasil pelo Departamento Intersindical de Assessoria Parlamentar (DIAP). Também foi eleito, por quatro anos consecutivos, um dos melhores parlamentares do país pelo site Congresso em Foco.

### Candidatura à prefeitura de São Luís
Flávio Dino foi candidato a prefeito de São Luís nas eleições de 2008 pela Coligação Unidade Popular, sendo derrotado no segundo turno pelo ex-governador João Castelo, do Partido da Social Democracia Brasileira (PSDB), que governou o estado de 1979 a 1982, quando era membro do extinto PDS e aliado de José Sarney.

### Candidatura ao governo do Maranhão em 2010
Dino foi candidato ao governo do Maranhão pela coligação Muda Maranhão, que contou, além do PCdoB, com o PSB e o Partido Popular Socialista (PPS). O Partido dos Trabalhadores (PT), que decidiu em eleição interna apoiar a candidatura de Dino, foi obrigado pelo Diretório Nacional a apoiar a reeleição da então governadora Roseana Sarney, do PMDB, que havia sido líder do governo Lula no Senado. De acordo com reportagem publicada pela revista Veja, emissários do grupo Sarney tentaram comprar os votos de delegados petistas para que estes apoiassem a coligação com o PMDB, por valores que variaram de R$ 20 mil e R$ 40 mil.
Após ter perdido o apoio do PT, Flávio Dino cogitou formar aliança com Jackson Lago, mas desistiu a partir da relutância de Jackson em abrir mão da candidatura própria a favor da aliança com o PCdoB. Apesar de ter perdido o apoio do PT, Dino contou com o apoio de figuras célebres do governo em sua campanha, como o Ministro dos Esportes Orlando Silva, o ministro das Relações Institucionais Alexandre Padilha e o ministro da Justiça Luiz Paulo Barreto. Também recebeu o apoio de colegas parlamentares como Luíza Erundina, Cristovam Buarque, Vanessa Grazziotin e Cândido Vaccarezza
A eleição no Maranhão foi marcada pela insegurança jurídica das candidaturas de ambos, Roseana Sarney e Jackson Lago. A promulgação da Lei da Ficha Limpa, meses antes do pleito, colocou em cheque a candidatura deles, uma vez que a lei veta a candidatura de políticos condenados em tribunal colegiado. Roseana foi condenada em 20 mil reais por propaganda eleitoral antecipada, comparando obras de sua administração com a do ex-aliado José Reinaldo Tavares. Já Lago foi condenado no Tribunal Superior Eleitoral por abuso de poder econômico e compra de votos. Teve como pena a cassação do mandato de governador, o que deveria torná-lo inelegível por oito anos de acordo com a nova lei.
Apesar disso, eles tiveram o registro liberado pelo Tribunal Regional Eleitoral do Maranhão. O Ministério Publico Eleitoral (MPE) do estado pediu a impugnação da candidatura de Lago, enquanto o candidato a deputado estadual Aderson Lago (PSDB) pediu a impugnação da candidatura de Roseana. Em 1 de setembro, o ministro do TSE Hamilton Carvalhido arquivou o recurso que contestava a candidatura de Roseana. O recurso contra Lago ainda aguarda julgamento. Diante da insegurança jurídicas das outras campanhas, Flávio Dino chegou a brincar que era "o único que não será cassado". Na última semana de campanha no rádio e na televisão, passou a utilizar o bordão "esse ninguém cassa" em suas propagandas, irritando a coordenação de campanha de Lago.
Além de Roseana ter sido condenada por propaganda eleitoral antecipada, a coligação de Flávio Dino entrou com duas representações no MPE contra a candidata por abuso de poder político e econômico. De acordo com o advogado da coligação, Carlos Eduardo Lula, há indícios de que Roseana teria contratado os serviços do publicitário Duda Mendonça antes mesmo do início do período eleitoral. Para Lula, "existem fatos que são suficientes, até mesmo, para a cassação do registro de candidatura de Roseana". A intenção da coligação de Dino é provocar uma investigação do MPE que suscite possível ação contra a liberação do registro de candidatura ou contra a expedição de diploma, caso Roseana seja eleita.
De 27 de agosto a 17 de setembro de 2010, Flávio Dino cresceu quase 50% na sondagem realizada pelo IBOPE no estado. Foi de 13% para 21% das intenções de voto, empatando com Jackson Lago em segundo lugar. De acordo com pesquisa do instituto Constat, contratada pelo Jornal Pequeno e realizada entre os dias 23 e 26 de setembro, Dino possuía 25% das intenções de voto, tendo mais chances de enfrentar a governadora Roseana Sarney num eventual segundo turno do que Lago. Num cenário onde enfrenta Roseana no segundo turno, Dino seria eleito com 43% dos votos, contra 42% de Roseana. O Constat foi, ao lado do Toledo & Associados, o único instituto de pesquisa que previu a realização de segundo turno em 2006.
Nas Eleições estaduais de 2010, Roseana Sarney foi reeleita com apertada vantagem de 50,08 % dos votos válidos em 1° turno, contra seus principais adversários Flávio Dino (29,49 %) e Jackson Lago (19,54 %). Porém, sua vitória foi facilitada por conta da alta abstenção dos eleitores (23,97 %), a maior de todo o Brasil, e ainda sofreu acusações de suspeitas de fraude e irregularidades dos candidatos durante a eleição, incluindo da própria Roseana. Não houve segundo turno naquela eleição.

### Presidência da Embratur

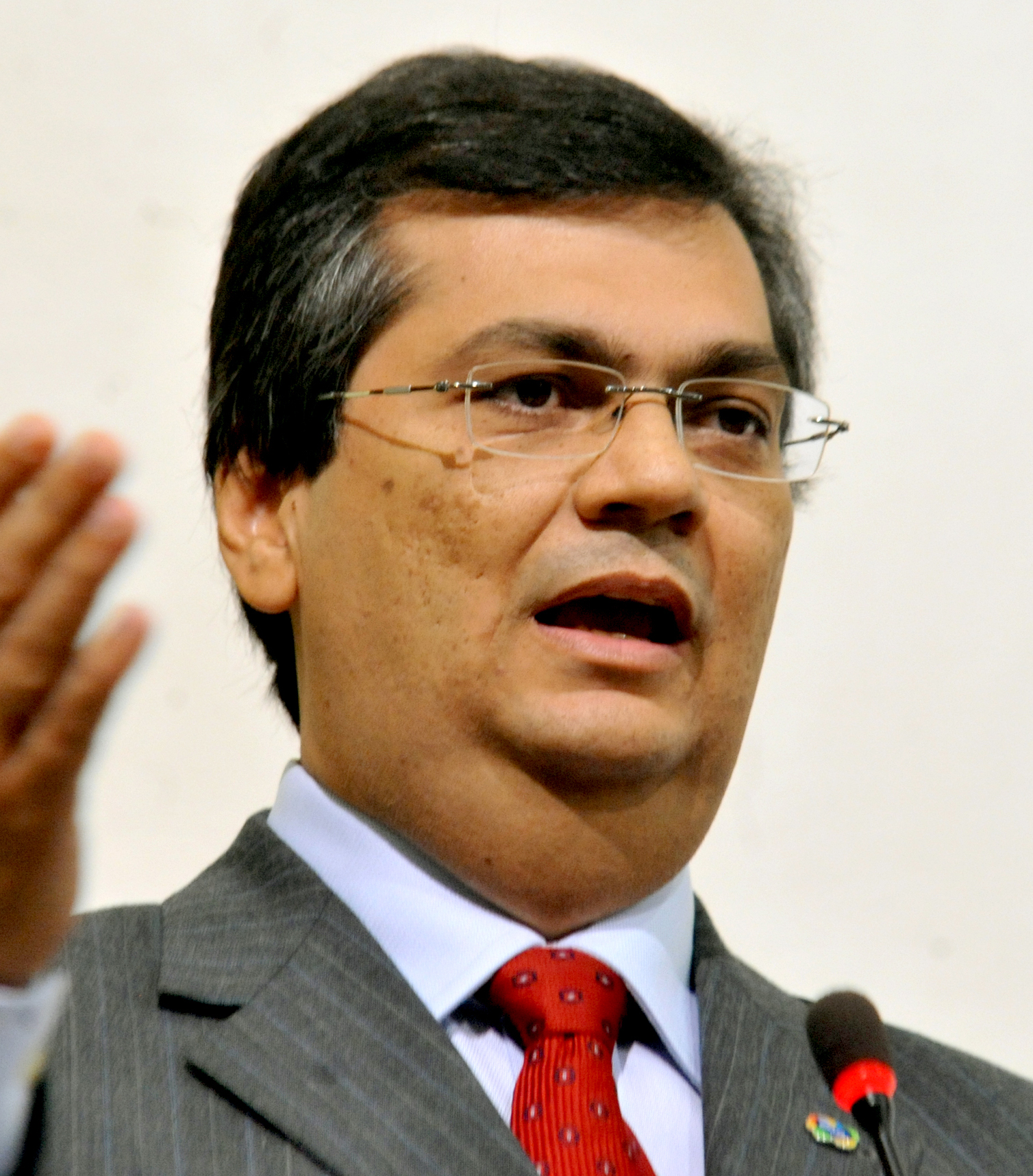
Flávio Dino em 2011

Em 2011, assumiu a presidência da Embratur no então primeiro mandato da Presidente da República Dilma Rousseff (PT). Posteriormente, sua gestão (2011-2014) foi vinculada a irregularidades supostamente ocorridas em 2012. No entanto, a direção do instituto divulgou uma nota, desmentindo as denúncias e ressalvando que tinha verificado que o nome da autarquia estava sendo utilizado de forma indevida no processo eleitoral para as eleições daquele ano. A nota ressaltava também que não havia irregularidades nas contas da Embratur, que haviam sido aprovadas pela Controladoria Geral da União (CGU), bem como pelos demais órgãos de controle da União.

## Governador do Maranhão

### Candidatura ao governo do Maranhão em 2014
Eleita governadora do Maranhão em 1994 e reeleita em 1998, Roseana Sarney voltou ao Palácio dos Leões em 2009 ante decisão do Tribunal Superior Eleitoral e conquistou um novo mandato em 2010. Todavia a crise no Complexo Penitenciário de Pedrinhas potencializou um desgaste político e administrativo que impediu a renúncia da governadora a fim de disputar uma vaga no Senado Federal e adiou a definição de um nome a ser apoiado pelo grupo sarneísta. Por fim, o então senador, Lobão Filho foi escolhido candidato ao governo do estado apoiado pela então governadora Roseana Sarney. Tinha Arnaldo Melo, deputado estadual presidente da Assembleia Legislativa do Maranhão, como candidato a vice-governador, e Gastão Vieira, ministro do turismo como candidato ao senado federal. Embora "puro-sangue", a coligação "Pra Frente Maranhão" era extensa, e contava com PRB, PT, PTB, PSL, PTN, PSC, PR, DEM, PSDC, PRTB, PHS, PMN, PV, PRP, PEN, PSD e PT do B, além do PMDB. No meio político foram fortes os rumores indicando que Luis Fernando Silva, seria o candidato indicado para a sucessão de Roseana Sarney, mas Luis Fernando desistiu e aderiu a Flávio Dino.[carece de fontes?]

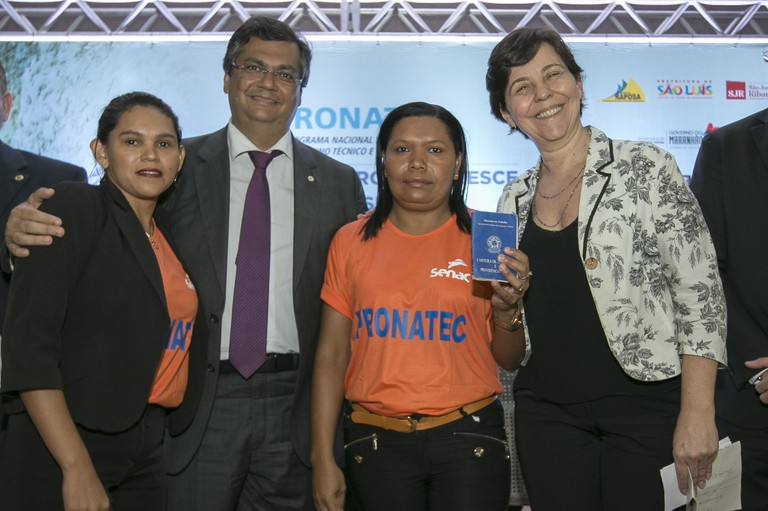
O governador Flávio Dino e a Ministra Tereza Campello, prestigiam a formatura do Pronatec em São Luís.

O ex-deputado federal e ex-presidente da Embratur, foi o candidato de oposição ao governo do Maranhão, que conseguiu alianças com o PSDB e o então presidenciável Aécio Neves e com a presidenciável Marina Silva (PSB), que também participou da chapa por conta da aliança regional. O deputado federal Carlos Brandão (PSDB) foi o candidato a vice-governador e o então vice-prefeito de São Luís, Roberto Rocha (PSB) foi o candidato da chapa ao senado federal, com o apoio do então prefeito de São Luís, Edivaldo Holanda Júnior (PTC), do prefeito de Imperatriz, Sebastião Madeira (PSDB), além de outros cabos eleitorais. Assim, formou-se a coligação "Todos pelo Maranhão", composta por PCdoB, PSDB, PSB, PP, SD, PTC, PPS, PROS e PDT. Apoiou a reeleição de Dilma Rousseff, por conta de algumas de suas alianças locais fazerem parte da coligação nacional, incluindo o próprio PCdoB.
Em meio à corrida pelo cargo de governador do Maranhão em 2014, Edison Lobão Filho numa entrevista em um programa da Rádio Mirante, teria oferecido R$ 28 mil para quem pudesse denunciar e apresentar provas que incriminassem o seu principal opositor na eleição Flávio Dino (PCdoB) de crimes como: improbidade administrativa, corrupção e furto durante a sua gestão como presidente da Embratur, segundo ele ainda, palavras de baixo calão foram utilizadas durante a entrevista pelo então pré-candidato comparando até mesmo a sua família ao de seu concorrente. O acusado preferiu não responder aos comentários, no entanto o presidente do Partido Comunista do Brasil (PCdoB) no estado, Márcio Jerry declarou:  "— Os maranhenses esperam uma campanha limpa, com debates e não com mentiras e agressões. O PCdoB continuará debatendo propostas para o Maranhão, um estado rico porém empobrecido pela má política."
Flávio Dino (PCdoB) foi eleito governador do estado do Maranhão, logo no primeiro turno das eleições gerais brasileiras com 1 877 064 votos (63,52% dos votos válidos). Dino obteve 881 445 votos a mais que o seu opositor Lobão Filho (PMDB), que recebeu 995 619 votos (33,69% dos votos válidos). Foi o primeiro governador que o PCdoB conseguiu eleger no Brasil.
Flávio Dino (PCdoB) recebeu o diploma de Governador do Maranhão do Tribunal Regional Eleitoral do Maranhão (TRE-MA) juntamente com o seu vice-governador eleito, Carlos Brandão (PSDB) no dia 19 de dezembro de 2014. Ele ascendera ao cargo no dia 1.º de janeiro de 2015, sucedendo Arnaldo Melo (PMDB), em sessão solene na Assembleia Legislativa do Maranhão, sede do poder legislativo maranhense e, posteriormente foi-lhe transmitido o cargo em cerimônia aberta ao público no Palácio dos Leões, na capital equinocial.

### Contexto e oligarquia da família Sarney
A eleição de Flávio Dino foi simbólica, pois rompeu com décadas de predomínio da família de José Sarney sobre o estado mais pobre do País. Desde o término da Era Vargas o Maranhão realizou doze eleições diretas e três indiretas para o governo do estado e nisso o poder foi exercido por Vitorino Freire até o Regime Militar de 1964 e desde então por José Sarney. Embora os dois tenham sido correligionários à época do PSD eles se separaram quando este último optou pela UDN e elegeu-se governador em 1965 com o apoio do presidente Humberto de Alencar Castelo Branco. Forçados a coexistir dentro da ARENA, eles não divergiam publicamente embora liderassem suas próprias alas no partido governista, todavia a força dos "sarneístas" ficou mais evidente a partir do momento que José Sarney passou a atuar como senador em Brasília. Nessa condição chegou à presidência nacional da ARENA e do PDS, embora o presidente Ernesto Geisel tenha agido em favor dos "vitorinistas" em 1974 ao escolher Osvaldo da Costa Nunes Freire como governador.
Ao longo do governo João Figueiredo, vigorou uma aliança entre o governador João Castelo e o senador José Sarney, permitindo a vitória do PDS em 1982 quando Luís Rocha foi o primeiro residente do Palácio dos Leões eleito pelo voto popular em dezessete anos. Todavia as articulações inerentes à sucessão presidencial desfizeram a união, afinal João Castelo apoiou Paulo Maluf, enquanto José Sarney ingressou no PMDB e foi eleito vice-presidente de Tancredo Neves. Como o novo presidente adoeceu e faleceu sem tomar posse, o Palácio do Planalto ficou nas mãos de José Sarney que se aliou a Epitácio Cafeteira e o fez governador em 1986 com o recorde de 81,02% dos votos. Entretanto, o desgaste de cinco anos do Governo Sarney motivou um acordo entre João Castelo e Epitácio Cafeteira a partir de 1990 quando o "sarneísmo" elegeu Edison Lobão. Em 1994 e 1998, Roseana Sarney venceu as eleições, restabelecendo o controle direto de sua família sobre o estado.[carece de fontes?]
Outro flanco de oposição a José Sarney surgiu à esquerda e foi liderado por Jackson Lago que se elegeu prefeito de São Luís em 1988, 1996 e 2000. Nascido em Pedreiras e formado em Medicina na Universidade Federal do Maranhão, foi eleito deputado estadual pelo MDB em 1974. Com o retorno ao pluripartidarismo, organizou o PDT no estado e foi Secretário de Saúde no governo Epitácio Cafeteira antes de eleger-se três vezes prefeito da capital maranhense e disputar o governo em duas ocasiões. Eleito em segundo turno, Jackson Lago foi beneficiado pelo rompimento entre o senador José Sarney e o governador José Reinaldo Tavares que antes defendia a candidatura de Edson Vidigal e depois contribuiu para a primeira derrota da família Sarney em eleições diretas à disputa pelo Palácio dos Leões.[carece de fontes?]

### Candidatura à reeleição em 2018
Nas eleições estaduais no Maranhão em 2018, ocorridas em 7 de outubro, como parte das eleições gerais no Distrito Federal e em 26 estados, Flávio Dino (PCdoB) concorreu à reeleição para governador, assim como Carlos Brandão Junior à vice-governador, agora sob a filiação dos Republicanos. Assim como na eleição anterior, Dino enfrentou Roseana Sarney (MDB), que até então havia se aposentado da vida política após sua renúncia ao governo do Maranhão. Seu vice foi o empresário Ribinha Cunha (PSC), que havia concorrido a prefeitura de Imperatriz em 2016. Também concorreram a ex-deputada federal e prefeita de Lago da Pedra, Maura Jorge (PSL) e o senador Roberto Rocha, que havia rompido com o governador e se filiado ao PSDB.
Mais uma vez tendo a filha de José Sarney, Roseana, como principal adversária, a eleição foi marcada por ataques e troca de farpas durante todo o período eleitoral, sendo, pela terceira vez consecutiva no Maranhão, decidida ainda em primeiro turno, com Dino sendo reeleito governador com pouco mais de 59,29% dos votos válidos e Roseana ficando em segundo lugar com 30,07% dos votos.
Para o Senado Federal, os então deputados federais Weverton Rocha (PDT) e Eliziane Gama (PPS) foram os eleitos para ocupar as cadeiras pertencentes a Edison Lobão e João Alberto Souza. Eles tiveram, respectivamente, 35,02% e 27,00% dos votos e ambos concorriam na chapa de Flávio Dino. Lobão não conseguiu ser reeleito para o quarto mandato, ficando em quarto lugar com 9,70%, atrás de seu companheiro de chapa, o então deputado federal Sarney Filho (PV), que ficou em terceiro com 13,20%, colocando fim na dinastia politica de Sarney entre os representantes do Maranhão no Senado.

### Governo

#### Ações do governo interino anterior
Nos quinze dias que antecederam a posse de Dino, o poder administrativo instituído até então faz muitas alterações na estrutura do Governo Estadual, após a renúncia de Roseana Sarney (PMDB), que alegava problemas de saúde. Assumiu o presidente da Assembleia Legislativa do Maranhão, já que o vice governador Washington também já havia renunciado à vice-governadoria do estado. Durante este tempo, Arnaldo Melo, governador interino e responsável pela transição de poder, re-inaugurou o Ginásio Costa Rodrigues (que já havia sido re-inaugurado por Roseana Sarney antes da sua renúncia, mas com as obras inacabadas), e condecorou a si mesmo e mais 144 personalidades com a Medalha da Ordem dos Timbiras, maior comenda dada a um cidadão por um chefe de estado maranhense. Ele também gastou R$ 60.012.018,30 dos cofres públicos em recursos repassados à prefeituras, além ter promovido, inconstitucionalmente, 28 novos oficiais para a Polícia Militar do Estado do Maranhão, sem que tivessem feito concurso público. Flávio Dino foi empossado em 1º de janeiro de 2015, em uma cerimônia pública no Palácio dos Leões.

#### Instituto Estadual de Educação, Ciência e Tecnologia do Maranhão
Em 2015, o governo do Maranhão, por meio da MP nº184, converteu a Universidade Virtual do Maranhão (UNIVIMA) em Instituto Estadual de Educação, Ciência e Tecnologia do Maranhão (IEMA), assumindo uma imagem e estrutura semelhante aos IFs de educação em turno integral com cursos técnicos e profissionalizantes. As 7 unidades plenas foram construídas em Axixá, Bacabeira, Coroatá, Pindaré-Mirim, São José de Ribamar, São Luís (Maranhão) e Timon, além das 12 unidades vocacionais localizadas em outros municípios e na capital maranhense, como a Escola de Cinema e o Estaleiro Escola.

#### Programa Cidadão do Mundo
Em 2015, é lançado o programa cidadão do mundo. Uma proposta voltada aos jovens maranhenses estudantes de escolas públicas, egressos de escolas públicas e estudantes de instituições de ensino superior público. Os beneficiados usarão a nota do Enem para receberem bolsas e estudarem línguas estrangeiras no exterior, contando com o apoio das parcerias do governo para hospedagem, estudos e lazer. As opções de línguas são: inglês, espanhol e francês. O projeto visa permitir acesso a conhecimentos de língua estrangeira para estudantes, pois o estado do Maranhão conta com déficit na área, além de desempenhos baixos no Enem.

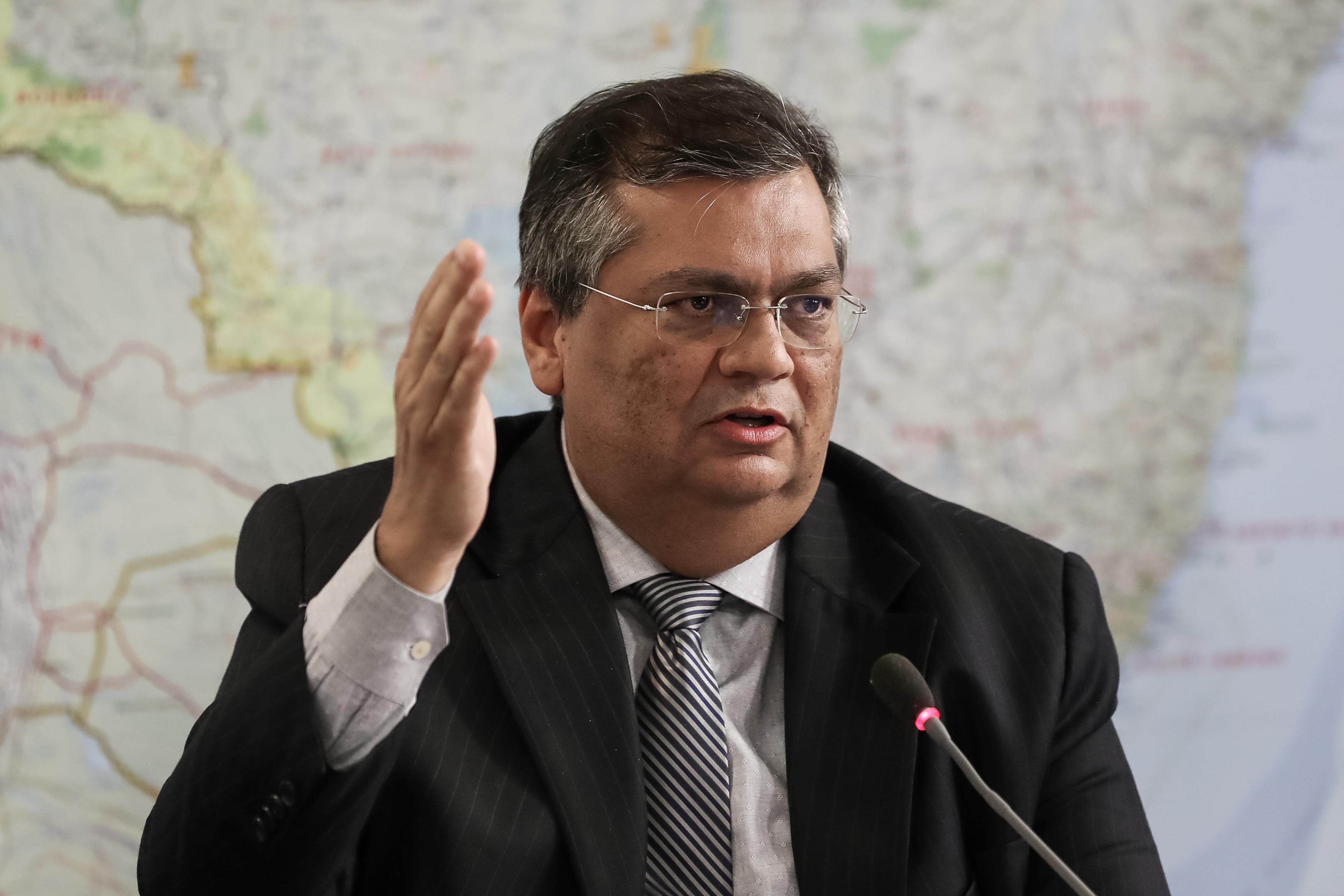
Reunião com ministros

#### Carta pela legalidade
Em 2016, em meio ao pedido de impeachment da presidente Dilma Rousseff na Câmara dos Deputados do Brasil, o governador do Maranhão, Flávio Dino, lançou, ao lado de outros governadores, um movimento chamado "Rede da Legalidade", contra o processo de impeachment de Dilma Rousseff. Os líderes políticos pretendiam usar a Internet, mais precisamente as redes sociais, para defender sua oposição ao pedido. Eles criaram a página "Golpe nunca mais" no Facebook. O nome era uma referência ao projeto "Brasil nunca mais", que denunciou os crimes cometidos pela ditadura militar contra os seus opositores políticos. Segundo os políticos citados, o impeachment era um golpe porque o processo feria a Constituição. Dilma não teve, segundo eles, participação direta em crimes de responsabilidade. Liderados por Dino, durante um encontro com Dilma, dezesseis governadores assinaram a "Carta pela Legalidade", contrária ao processo. Mais tarde, dezesseis prefeitos de capitais se uniram aos governadores nesse protesto.

#### Universidade Estadual da Região Tocantina do Maranhão
Em 2016, o governo do Maranhão sancionou a lei de criação da UEMASUL (Universidade Estadual da Região Tocantina do Maranhão). A proposta prevê o maior acesso à universidade pública da rede estadual pelos habitantes dos 22 municípios da região tocantina, além de atender ao programa de regionalização de universidades, visando autonomia administrativa dos polos da região. O projeto contou com ampliação das vagas no campus de Imperatriz, reformas nos campus de Imperatriz e criação de novos campus na região.

## Senador
Em junho de 2021, filiou-se ao PSB.

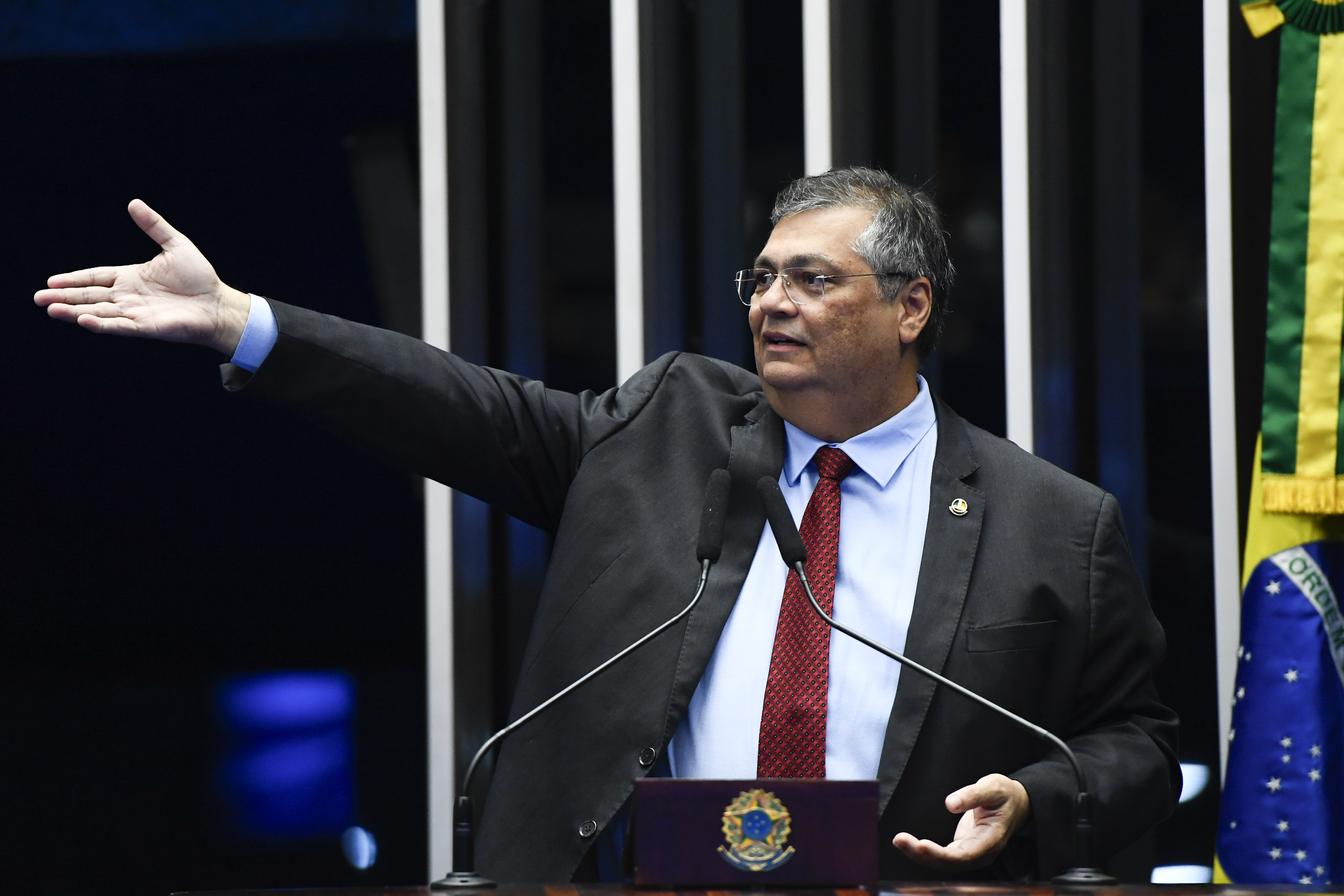
Senador Flávio Dino discursa da tribuna do Senado Federal em 2024.

Renunciou ao cargo de governador em abril de 2022 para poder concorrer ao cargo de senador nas eleições estaduais de outubro. No seu lugar, assumiu o vice, Carlos Brandão.
Foi eleito senador nas eleições de outubro de 2022, com 62,41% e 2.125.811 votos. Com a sua indicação ao Ministério da Justiça e Segurança Pública, a vaga foi assumida pela sua primeira suplente, Ana Paula Lobato.

## Ministro da Justiça

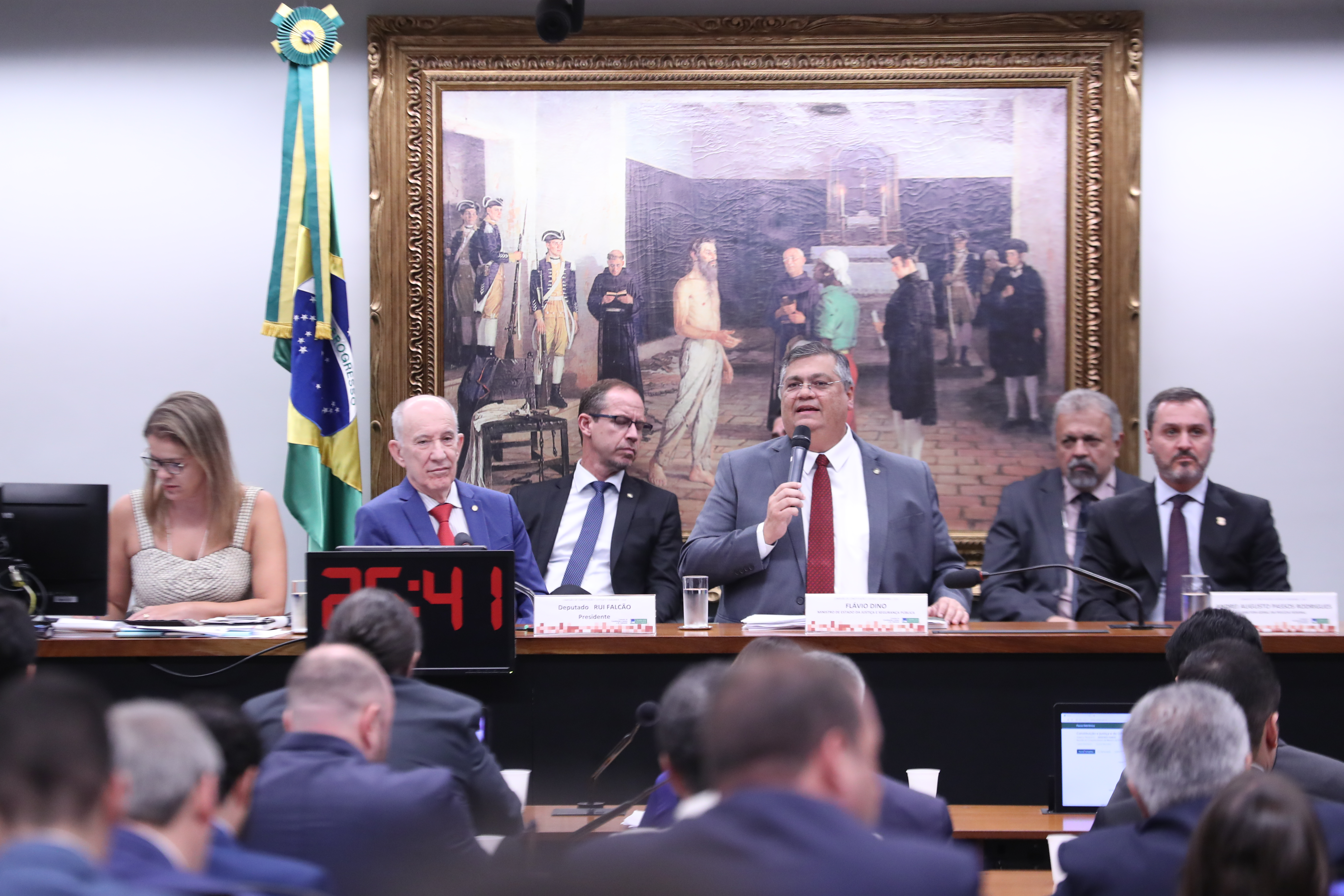
Ministro Flávio Dino participa de sessão na Comissão de Constituição e Justiça e de Cidadania (CCJ) da Câmara dos Deputados em março de 2023.

Em dezembro de 2022, Dino foi anunciado como Ministro da Justiça por Luiz Inácio Lula da Silva, em evento com Geraldo Alckmin e Gleisi Hoffmann, para o terceiro governo Lula. Tomou posse em 1 de janeiro de 2023.

### Convocações ao Congresso Nacional
Após assumir como Ministro, foi convocado por parlamentares do Congresso Nacional do Brasil para oitivas em diferentes ocasiões. Em 9 de maio foi ouvido pela Comissão de Segurança Pública do Senado, configurando a quarta oitiva desde a posse, todas por convocação da oposição ao governo. Sobre a frequência das convocações, o ministro comentou: "Eu acho que isso é uma perseguição, até. Mas eu venho".

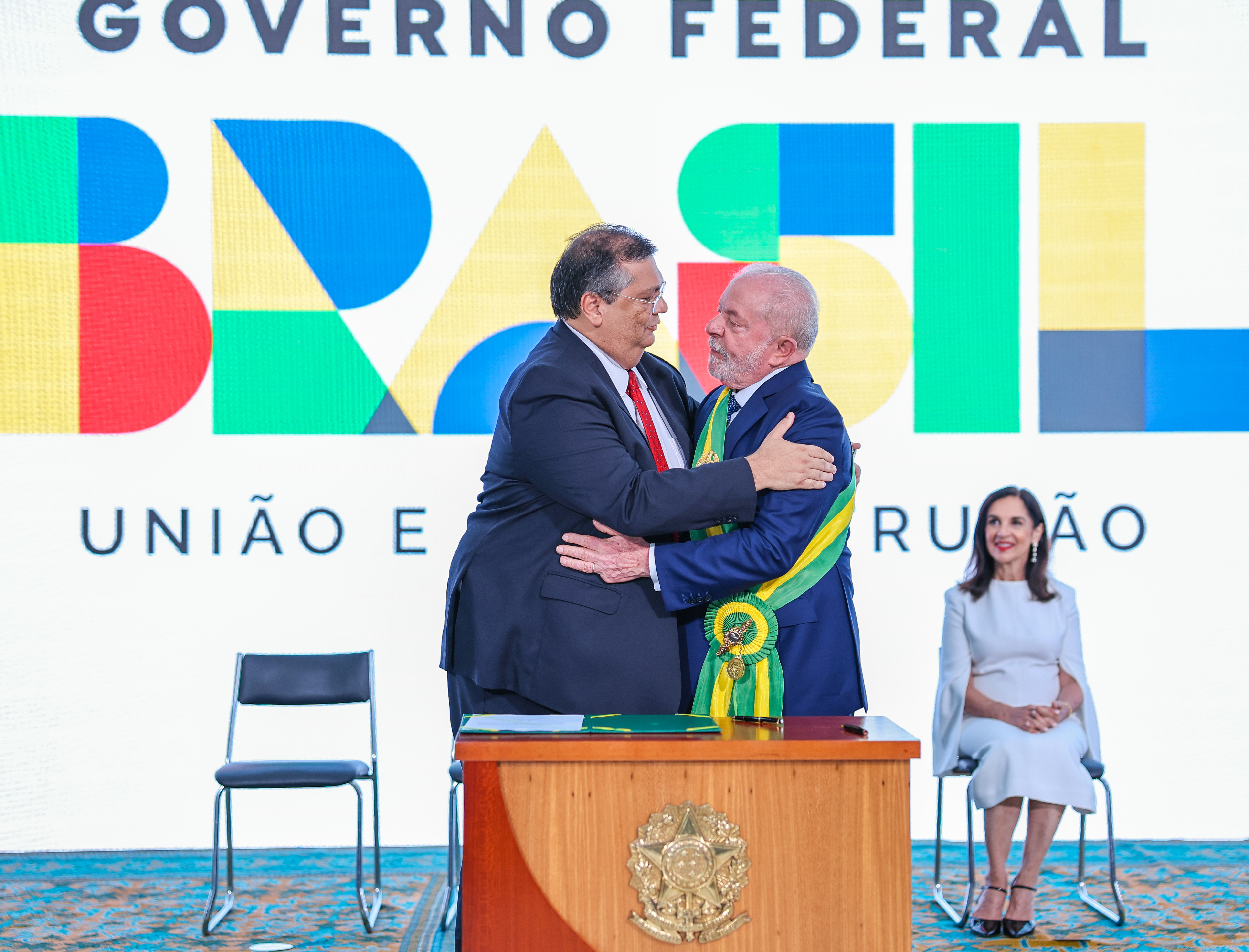
Flávio Dino é empossado como Ministro de Estado da Justiça.

Na ocasião, que durou 5 horas e teve a participação de 27 senadores, Dino discursou sobre a política de armas do governo e comentou sobre a quantidade de recursos destinados à segurança pública que estavam paralisados em diversos Estados. Na oitiva, Dino teve embates com os senadores Sergio Moro, Marcos do Val e Flávio Bolsonaro e as respostas viralizaram por meio de vídeos e memes na internet.

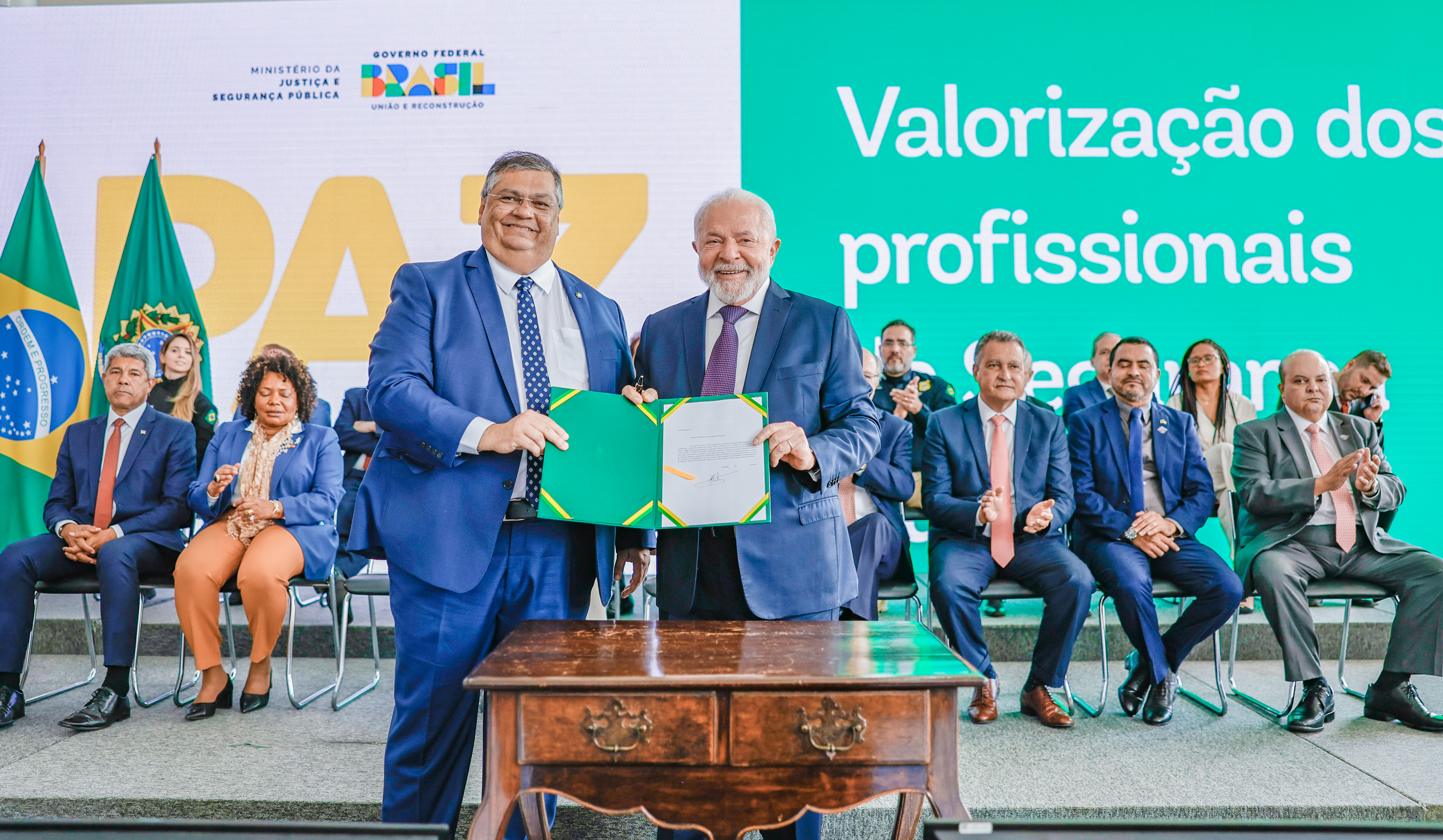
Ministro da Justiça e Segurança Pública, Flávio Dino, com o Presidente da República, Luiz Inácio Lula da Silva, na cerimônia de lançamento do Programa de Ação na Segurança (PAS) e assinatura de atos no Palácio do Planalto.

Durante as convocações, o Ministro costuma ser atacado por membros da extrema-direita, com questionamentos como sobre sua suposta participação na invasão ao Palácio do Planalto no dia 8 de janeiro de 2023, sua ligação com o PCdoB e sua suposta ligação com o crime organizado. Dino costuma a responder com frases de efeito, que viralizam na internet. Com isso, se tornou o segundo ministro de Lula que mais cresceu nas redes sociais, perdendo apenas para o Ministro dos Direitos Humanos Silvio Almeida. Todavia, questionamentos a respeito de um suposto envolvimento de Dino com os ataques do dia 8 de janeiro não partem apenas de parlamentares ligados à extrema-direita, sendo o ministro interpelado também por oposicionistas de centro-direita como Kim Kataguiri, que sustenta a omissão do ex-governador em relação aos atos golpistas, afirmando que Dino pode ter cometido crime de responsabilidade.
Em julho, ainda como ministro da Justiça, Dino foi elevado pelo presidente Lula ao último grau da Ordem do Mérito da Defesa, a Grã-Cruz suplementar.

## Supremo Tribunal Federal
Em 27 de novembro de 2023, Flávio Dino foi indicado pelo presidente Luiz Inácio Lula da Silva para o cargo de ministro do Supremo Tribunal Federal, em vaga aberta pela aposentadoria da ministra Rosa Weber.
No dia 13 de dezembro, a indicação foi aprovada pelo plenário do Senado Federal, com 47 votos favoráveis e 31 contrários.
Tomou posse no dia 22 de fevereiro de 2024, retornando à magistratura dezoito anos após haver deixado o cargo de juiz federal em 2006. 
Dino assumiu a posição em um momento delicado, pois estaria à frente de pautas complexas, como a CPI da Covid, descriminalização do aborto e investigações relacionadas ao governo anterior.
Atuou notadamente no cumprimento de critérios de transparência para dispêndio com emendas parlamentares, em especial no combate do chamado orçamento secreto.

## Vida pessoal
Em 1990, casou-se com Deane Fonseca, com quem teve dois filhos. Um deles, Marcelo, faleceu aos 13 anos de idade, em 14 de fevereiro de 2012, de um ataque de asma no Hospital Santa Lúcia em Brasília. A polícia civil do Distrito Federal foi acionada e investigou suposta negligência médica por parte do hospital. Flávio e Deane se separaram em 2011.
Posteriormente, ele se casou com Daniela Lima, com quem teve três filhos.
É Associado Honorário do Rotary Club de São Luis - Praia Grande desde 2017.

## Desempenho em eleições
| Ano  | Eleição                | Cargo            | Partido | Coligação | Vice                                                               | Votos     | %      | Resultado           |
| ---- | ---------------------- | ---------------- | ------- | --- | ------------------------------------------------------------------ | --------- | ------ | ------------------- |
| 2006 | Estaduais no Maranhão  | Deputado Federal | PCdoB   | O Povo no Poder I | —                                                                  | 123 597   | 4,77%  | Eleito              |
| 2008 | Municipais de São Luís | Prefeito         | PCdoB   | Unidade Popular (PCdoB,PT)                                                                                             | Rodrigo Comerciário (PT)                                           | 214 302   | 44,16% | 2° lugar 2º turno   |
| 2010 | Estaduais no Maranhão  | Governador       | PCdoB   | Muda Maranhão (PCdoB, PPS, PSB)                                                                                        | Miosótis Gomes (PPS)                                               | 859 402   | 29,49% | Não eleito 2º lugar |
| 2014 | Estaduais no Maranhão  | Governador       | PCdoB   | Todos Pelo Maranhão (PCdoB, PSB, PSDB, PPS, PP, SD, PDT, PTC, PROS)                                                    | Carlos Brandão (PSDB)                                              | 1 877 064 | 63,52% | Eleito 1º turno     |
| 2018 | Estaduais no Maranhão  | Governador       | PCdoB   | Todos Pelo Maranhão (PCdoB, PRB, PDT, PPS, PT, AVANTE, PTB, PROS, PSB, PR, DEM, PP, PATRI, PTC, SD, PPL)               | Carlos Brandão (PRB)                                               | 1 867 396 | 59,29% | Eleito 1º turno     |
| 2022 | Estaduais no Maranhão  | Senador          | PSB     | Para o Bem do Maranhão (PSB, FE Brasil (PT, PCdoB, PV), Federação PSDB Cidadania (PSDB, Cidadania), MDB, Patriota, PP) | 1º suplente: Ana Paula Lobato (PSB) 2º suplente: Lourdinha (PCdoB) | 2.125.811 | 62,41% | Eleito              |